# Olaf Hense
Olaf Hense (* 19. November 1967 in Dortmund) ist ein ehemaliger deutscher Leichtathlet und Olympiateilnehmer, der in den 1990er Jahren ein erfolgreicher 400-Meter-Läufer und 400-Meter-Hürdenläufer war. Sein größter Erfolg ist die Bronzemedaille bei den Weltmeisterschaften 1993 mit der 4-mal-400-Meter-Staffel (2:59,99 min, zusammen mit Rico Lieder, Karsten Just und Thomas Schönlebe; Olaf Hense als dritter Läufer).
Er nahm auch an den Weltmeisterschaften 1991 und den Olympischen Spielen 1992 als Hürdenläufer teil, gelangte aber nicht in die Endläufe.
Olaf Hense gehörte der LG Olympia Dortmund an und trainierte bei Axel Helbig, später bei Rolf Krüsmann. In seiner aktiven Zeit war er 1,87 m groß und wog 74 kg.
Er wuchs in Schwerte-Ergste auf und lernte zunächst Bauschlosser, später studierte er Maschinenbau. Nach Ende seiner Sportlerlaufbahn, 1998, arbeitete er als Maschinenbau-Ingenieur.
| Personendaten    | Personendaten                                |
| ---------------- | -------------------------------------------- |
| NAME             | Hense, Olaf                                  |
| KURZBESCHREIBUNG | deutscher Leichtathlet und Olympiateilnehmer |
| GEBURTSDATUM     | 19. November 1967                            |
| GEBURTSORT       | Dortmund                                     |